# Paramount Network
Paramount Network er en amerikansk kabel-tv-kanal, der tidligere hed The Nashville Network (TNN). Den blev grundlagt af Gaylord Entertainment Company og Group W Satellite Communications i marts 1983. Da TNN ville ændre navn til Spike TV i 2003, blev kanalen sagsøgt af filminstruktøren Spike Lee, som mente, at der var en risiko for, at seerne ville forbinde kanalen med ham.
Kanalen kom til Danmark d.8 januar 2019, hvor den erstattede Comedy Central.